# Julie Dossavi
Œuvres principales
Mama Tekno
La Juju
P.I. (Pays) ou Présentations intimes
À chaque vent le papillon se déplace sur le saule
Julie Dossavi (née le 15 février 1968) est une chorégraphe, danseuse, scénographe et productrice française.

## Biographie
Athlète de formation, option danse contemporaine, elle rejoint le Conservatoire national de la danse à Angers et danse avec Jean-François Duroure. En 1992, elle est assistante de Philippe Decouflé pour la cérémonie d'ouverture des Jeux olympiques d'Albertville.
En 2003, elle crée sa propre compagnie (Compagnie Julie Dossavi) à Poitiers, afin de développer son travail de chorégraphe qui se déploie dans deux directions : des solos dansés (chorégraphie, mise en scène et interprétation) et des créations chorégraphiques impliquant des amateurs invités à investir l'espace de la ville.
En 2017, elle participe  à la création de Supanova, société de production de musique et de danse dont elle est une des dirigeantes.
D'origine béninoise par ses parents, elle est aussi très impliquée dans la danse sur le continent africain. Elle a fait l'objet d'un documentaire, Une parole de danse, par Jean-Jacques Ondoya en 2004 et ses créations font l'objet de recensions et interviews dans Africultures,.
En 2018, elle danse et enseigne au Sénégal à l'école des Sables, créée par la chorégraphe Germaine Acogny.

## Chorégraphies et solos dansés
Daniel Larrieu compose en 2004 un solo pour Julie Dossavi, À chaque vent, le papillon se déplace sur le saule. Cette pièce a été créée le 2 juillet 2004 dans le cadre de la manifestation de la SACD du Vif du sujet 04 dans la Cour d’honneur de la faculté de Médecine de Montpellier, Montpellier Danse, et reprise pour Paris Quartier d’été aux Arènes de Montmartre.
Daniel Larrieu écrit en juin 2004 à propos de ce solo : « Je retrouve ici mon goût pour le "sur-mesure", une robe "chorégraphique" haute couture. Une manière d’écrire pour la personnalité singulière de Julie Dossavi, une danse, un espace, une manière d’exposer quelque chose de soi en partage avec deux corps, deux natures. Le titre évoque le sens de l’adaptabilité qui est le propre de la danse entre chorégraphe et interprète, mais rappelle aussi le moment particulier de resserrement et d’adaptation que traverse la profession dans la production chorégraphique face aux vents du commerce culturel et de sa rentabilité. S’adapter c’est changer, poursuivre, avancer avec dignité, affirmer ses désirs. Ma résistance consiste à mener par des chemins inattendus une œuvre de rencontres sensibles. J’ose espérer encore du langage poétique et de sa force par la danse. »
Toujours en 2004, Julie Dossavi compose P.I. (Pays) ou Présentations intimes, pièce pour une danseuse et trois musiciens, qui est présentée au CNCDC de Châteauvallon dans le Var.
En 2016, Julie Dossavi présente, au Festival Off d'Avignon, sa pièce La Juju, où elle explore les « difficultés d'être noire, femme et artiste. Une triple marginalité qu'il s'agit de transformer en force, sans verser dans l'accusation ».
En 2019, avec Mama Tekno, Julie Dossavi rend hommage aux femmes de 50 ans et plus qui ont compté pour elle en combinant danse, chant et vidéo avec l'humour qui caractérise ses créations.

## Danser avec les amateurs
En parallèle de son travail chorégraphique autobiographique, Julie Dossavi intervient dans l'espace public en impliquant les habitants pour les faire danser dans l'espace de la ville. En 2010, Angoulême une ville qui danse regroupe des artistes et la population de la ville pour danser et s'achève par le « Grand Bal dossavien ». L'initiative est reprise en 2015 à Brive.
En 2019, dans le cadre de Dansez-vous ? proposé par la MPAA et la mairie du 14e, Julie Dossavi fait danser le 14e toute la journée du 28 septembre, après quelques mois de répétition. Elle orchestre des performances de danse amateur dans tout le quartier, anime la Grande Parade dossavienne où une centaine de danseurs, après 80 heures de répétition, traversent le quartier en dansant et se dirigent vers la mairie où se tient le Grand Bal dossavien.
En 2020, Osez la danse à Poitiers offre une carte blanche à Julie Dossavi pour un spectacle monté avec des amateurs, Nous et Paillettes.

## Principales créations
- 2020 : Osez la danse à Poitiers
- 2019-20 : Mama Tekno, performance danse/musique
- 2019 : Dansez-vous ?, performances, Grande Parade et Bal dossavien avec les habitants du 14e arrondissement de Paris
- 2015-16 : La JuJu, performance danse/musique
- 2015 : Brive, une ville qui danse
- 2014-15 : Mon amour pour toi, création pour trois danseuses et une chanteuse
- 2012 : Cross & Share, création pour une danseuse et deux musiciens, premières de création aux Rencontres chorégraphiques internationales de Seine-Saint-Denis
- 2012 : Lalaï, performance in situ pour une danseuse, une pianiste et une violoncelliste, créée au festival Impulsion Femmes au musée d'Agesci à Niort
- 2012 : Adjalin, performance in situ pour une danseuse et un joueur de cithare tchadienne
- 2011 : Grand Père n’aime pas le swing, duo autobiographique danse et musique sur le thème de la double culture
- 2010 : Angoulême, une ville qui danse, événement regroupant des artistes et la population d’une ville. Grand Bal dossavien, avec une meneuse de revue, des danseuses et les musiciens du groupe El Fassa. Deux morceaux de danse, soirée composée de Mi lè doun et de À chaque vent le papillon se déplace sur le saule
- 2008-09 : La nuit les chats le gris Clubbing, pièce sur le monde de la nuit pour quatre danseurs, noir, blanc et technicolor...
- 2006-07 : Agbazémé, créé au Tchad et en France, pour six danseurs et musiciens
- 2005 : Mi lè doun, adaptation de P.I. (Pays) ou Présentations intimes, pour une danseuse et un musicien
- 2004 : P.I. (Pays) ou Présentations intimes, pièce pour une danseuse et trois musiciens
- 2004 : À chaque vent le papillon se déplace sur le saule, solo chorégraphié par Daniel Larrieu dans le cadre du Vif du sujet